# أدب ونقد
أدب ونقد هي مجلة أدبية عربية شهرية تصدرُ في مصر.

## التاريخ
تأسَّس مجلّة أدب ونقد في العاصمة المصريّة القاهرة عام 1984. حزب التجمع الوطني التقدمي الوحدوي هو ناشر المجلة، التي تصدرُ شهريًا، أمَّا رفعت السعيد فهو رئيس المجلة. شغلت فريدة النقاش منصب رئيس تحرير المجلة التي تولتها عام 1987. رئيس تحرير سابق آخر هو الطاهر مكي. كان حلمي سالم مدير التحرير ورئيس تحرير المجلة. كان محمد عفيفي مطر وهو شاعر مصري من بين المساهمين السابقين في المجلة. عملت شاعرة مصرية أخرى ضمن طاقم المجلّة وهي إيمان مرسال حيثُ اشتغلت كمحررة للمراجعات الثقافية والأدبية.
بالإضافة إلى الأعمال الأدبية والنقد الأدبي، تنشرُ المجلة أيضًا مقابلات مع كبار الفنانين، ومقالات عن التاريخ. عانت المجلّة في تشرين الثاني/نوفمبر 2011 من مشاكل مالية خطيرة وكانت على وشك التوقف والإفلاس.